# Ticineto
Ticineto, (Tisnèis en piemontès) és un municipi situat al territori de la província d'Alessandria, a la regió del Piemont (Itàlia). Limita amb els municipis de Borgo San Martino, Frassineto Po, Pomaro Monferrato i Valmacca.